# Jefferson Airplane
 (транскр.  Џеферсон ерплејн, IPA:) била је америчка рок група из Сан Франциска, пионир психоделичног рока. Наступ групе на фестивалу Вудсток за многе је један од незаборавних тренутака у целокупној историји рокенрола.
Заштитни знак групе била је Грејс Слик, певачица упечатљивог гласа. Најпознатије песме групе су „Somebody to Love“ и „White Rabbit“, обе објављене 1967. Већину песама групе карактеришу сексуалне алузије, научна фантастика и величање наркоманске супкултуре.
| „            | Све наше пјесме говоре исто: буди слободан, буди слободан у љубави и сексу. | ” |
| — Грејс Слик |                                                                             |   |

## Најпознатија постава групе
- Грејс Слик, вокал, клавир
- Марти Балин, гитара, вокал
- Пол Кантнер, гитара, вокал
- Јорма Кауконен, гитара, вокал
- Џек Касади, бас-гитара, вокал
- Папа Џон Крич, виолина (на албуму "Bark")
- Скип Спенс, бубњеви

## Након распада
Разне инкарнације-наследнице групе су наступале под другим именима, одражавајући промену времена и постава, као што су Џеферсон старшип, касније и само Старшип пре него што су постали Џеферсон старшип - следећа генерација 1991.
Група Џеферсон ерплејн примљена је у Рокенрол кућу славних 1996.